# Faro de Livorno
El faro de Livorno (en italiano Fanale di Livorno) es el faro en activo del puerto italiano de Livorno situado en la bocana sur. Fue construido en el medioevo por encargo de la República de Pisa y reconstruido fielmente en el siglo XX tras quedar parcialmente derruido durante la Segunda Guerra Mundial.

## Historia
El faro se construyó en el pequeño poblado de Livorno, entonces bajo posesión de la República de Pisa, para sustituir al faro del islote de Meloria, destruido en 1284 durante la batalla del mismo nombre contra la República de Génova. El proyecto original se remonta al siglo XIV y se ha atribuido al arquitecto Giovanni Pisano. La torre se erigió entre 1303 y 1305 bajo la supervisión de los jefes de obra Lando Eroli y Jacopo da Peccioli, y en la época estaba rodeada por el mar.
Desaparecida la República de Pisa por anexión a la República de Florencia, la originaria cruz de Pisa esculpida en la puerta de acceso se eliminó para sustituirla por la flor de lis florentina. En 1583 el gran duque de Toscana Francisco I de Médici estableció en la base del faro el primer lazareto de la ciudad y el segundo de Italia, después del creado en Venecia. Este acontecimiento se recordó con la inscripción Franciscus Med. Magnus Dux Etruriae MDLXXXIIII .
En 1911 la gestión del faro pasó a la Armada italiana. En 1944 el faro quedó destruido por la acción de potentes cargas de dinamita colocadas por soldados alemanes en retirada. Se inició su reconstrucción en 1954 con fondos obtenidos mediante suscripción popular, utilizando gran parte de los escombros procedentes del derribo siguiendo, exteriormente, el diseño original. Se inauguró la reconstrucción el 16 de septiembre de 1956,
con la presencia del Presidente de la República Italiana Giovanni Gronchi. Es bien cultural nacional.

## Características
El faro está formado, a grandes rasgos, por dos torres «merladas» superpuestas sobre una base de cono truncado, construidas en piedra procedentes de la cantera de San Giuliano. Tiene 52 metros de altura y un diámetro máximo de 12 metros. Es de óptica rotante, alimentado por electricidad, con una luz generada por una lámpara halógena de 1000 vatios y otra de reserva de 100 W. Emite 4 destellos cada 20 segundos, con alcance de cerca de 24 millas náuticas (aproximadamente 44 km).